# Y en las calles...
Y en las calles... es el nombre de la maqueta del grupo Desorden; fue grabada y editada en el estudio de la Asociación Cultural Llar de Sones en mayo de 2004.

## Canciones
| N.º | Título             | Duración |  |
| 1.  | «Soledad»          |          |  |
| 2.  | «Entiéndelo»       |          |  |
| 3.  | «No puede volar»   |          |  |
| 4.  | «Desorden»         |          |  |
| 5.  | «Atrapado»         |          |  |
| 6.  | «Por mucho tiempo» |          |  |

## Curiosidades
- El técnico de sonido de la grabación del disco fue Pablo Viña.[cita requerida]
- El disco incluye las colaboraciones de Kiko y Pablo.